# Hacienda Vieja, Tarandacuao
Hacienda Vieja är en ort i Mexiko.   Den ligger i kommunen Tarandacuao och delstaten Guanajuato, i den södra delen av landet, 160 km väster om huvudstaden Mexico City. Hacienda Vieja ligger 1 927 meter över havet och antalet invånare är 470.
Terrängen runt Hacienda Vieja är kuperad söderut, men norrut är den platt. Runt Hacienda Vieja är det ganska tätbefolkat, med 104 invånare per kvadratkilometer. Närmaste större samhälle är Maravatío, 14,2 km söder om Hacienda Vieja. Trakten runt Hacienda Vieja består till största delen av jordbruksmark.